# Desmacella pumilio
Desmacella pumilio är en svampdjursart som beskrevs av Schmidt 1870. Desmacella pumilio ingår i släktet Desmacella och familjen Desmacellidae. Inga underarter finns listade i Catalogue of Life.